# Max Weber (peintre)
Pour les articles homonymes, voir Max Weber (homonymie) et Weber.
Max Weber, né le 18 avril 1881 à Byelostok (en 1807 en Russie puis en Pologne en 1920)  et mort le 4 octobre 1961, à Great Neck (État de New-York) est un peintre et sculpteur américain,  cubiste, futuriste et expressionniste.

## Biographie
La famille de Max Weber appartient à la communauté juive russe et vit difficilement . Son grand-père était chimiste, son père tailleur. Quand Max a dix ans, la famille émigre aux Etats-Unis. Max aime la musique et chante dans le chœur de la synagogue. Il commence difficilement sa scolarité, ne parlant pas l’anglais, mais rattrape rapidement son retard. A 16  ans, il peut entrer à l'école secondaire BOV de Brooklin. Puis il intègre l’école d’art Pratt. Il suit les cours d’Arthur Weslev et se prépare à être enseignant d’art, ce qu’il fait à  Lynchburg, en Virginie puis à l'École normale d'État du Minnesota à Duluth.

En 1905, à 24 ans, il part pour Paris. 
Il intègre l’Académie Julian.  Son principal professeur est Jean-Paul Laurens qui donne une grande place au dessin. Il fréquente aussi les musées et fait des séjours dans divers pays : Espagne (Madrid et le Prado), Italie (Florence, Venise, Naples), Belgique, Hollande.  
L'un de ses meilleurs amis est Jules Flandrin, qui avait travaillé avec Matisse. Il  lui ouvre les portes des milieux d'art et ainsi se lie avec Matisse, le Douanier Rousseau, Picasso, Delaunay, Apollinaire, Fernande Olivier....
Il retourne à New-York en 1909 où il est  proche  d’Alfred  Stieglitz  et de la Galerie 291. Il enseigne à L'Art Students League de New York. Marcus Rothkowitz (Rothko) a été son élève. Ref le Monde 

### Ses relations avec Henri Rousseau (le Douanier Rousseau)
Il devient son ami. Il participe aux soirées artistiques en montrant ses talents de chanteur "il allait souvent aux soirées du douanier Rouseau en compagnie d’Adolphe Basler. Ce dernier nous indique que Max Weber était considéré comme le grand soliste de ces réceptions". Il achète des tableaux de Rousseau. Il organise, à New-York, en novembre-décembre 1910 avec Joseph Brummer propriétaire d’une  galerie à Paris, la première grande exposition consacrée à Rousseau à  la galerie  d’Alfred Stieglitz.
Il est l'un des premiers peintres cubistes américains avant de se tourner vers des thèmes plus figuratifs inspirés du judaïsme.
Il est surtout connu pour l'œuvre Chinese Restaurant (1915) présent dans la collection du Whitney Museum of American Art.

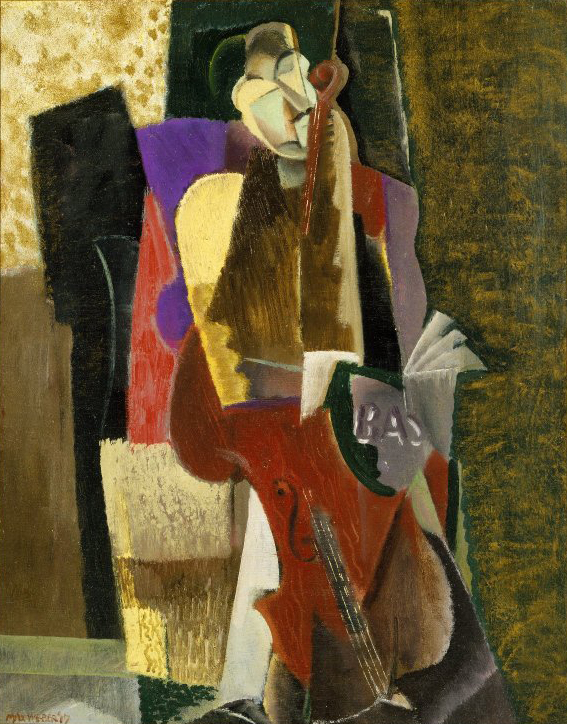
The Cellist
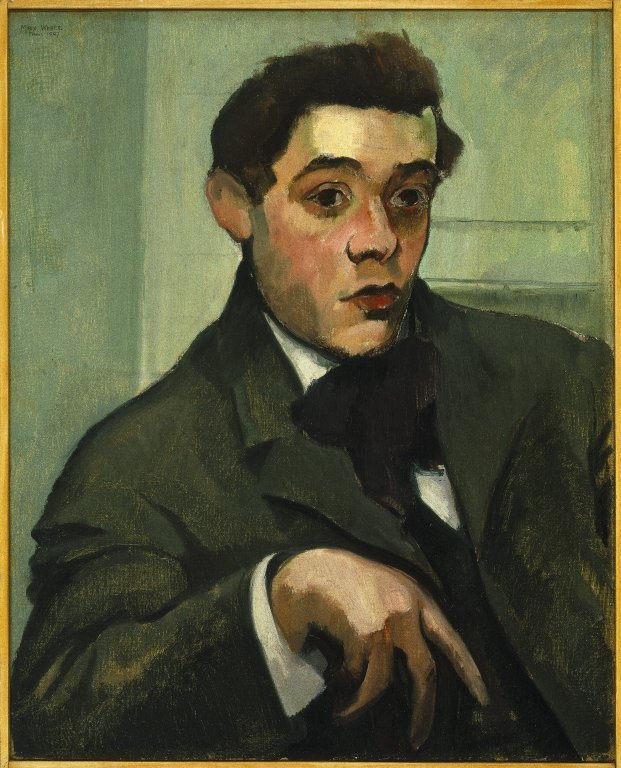
Portrait of Abraham Walkowitz
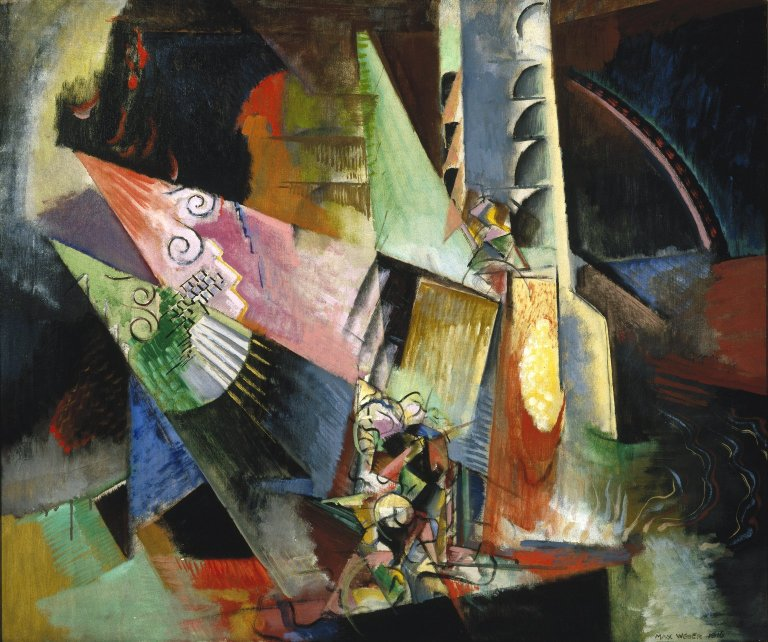
Russian Ballet